# Алькерслебен
Алькерслебен (нім. Alkersleben) — громада в Німеччині, розташована в землі Тюрингія. Входить до складу району Ільм. Складова частина об'єднання громад Ріхгаймер-Берг.
Площа — 6,98 км2. Населення становить 296 ос. (станом на 31 грудня 2021).

## Галерея

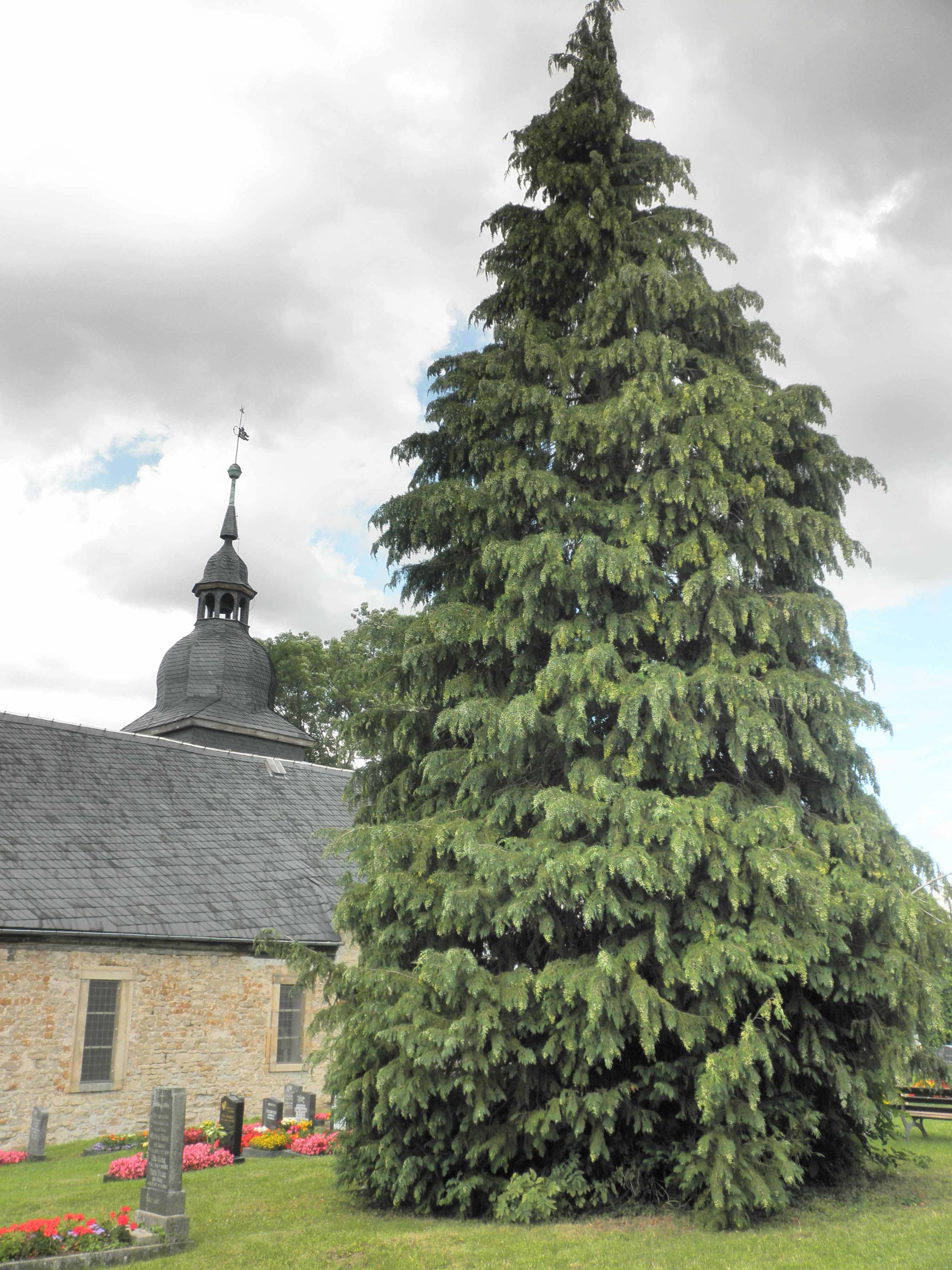